# Campeonato Uruguayo de Primera División 1937
El Campeonato Uruguayo 1937 fue el 34° torneo de Primera División del fútbol uruguayo, correspondiente al año 1937. Contó con la participación de 10 equipos, los cuales se enfrentaron en sistema de todos contra todos a dos ruedas.
El campeón fue el Club Atlético Peñarol que sumó su tercer título consecutivo. Mientras que en esa temporada ascendió a primera división Liverpool y, a pesar de haber perdido el partido por la promoción, se le permitió al Racing Club de Montevideo permanecer en la máxima categoría del fútbol uruguayo.

## Campeonato

### Tabla de posiciones
| Pos. | Equipo               | PJ | PG | PE | PP | GF | GC | Dif. | Pts. |
| ---- | -------------------- | -- | -- | -- | -- | -- | -- | ---- | ---- |
| 1º   | Peñarol              | 18 | 14 | 1  | 3  | 53 | 18 | +35  | 29   |
| 2º   | Nacional             | 18 | 11 | 6  | 1  | 35 | 19 | +16  | 28   |
| 3º   | Montevideo Wanderers | 18 | 9  | 3  | 6  | 33 | 22 | +11  | 21   |
| 4º   | River Plate          | 18 | 8  | 4  | 6  | 36 | 35 | +1   | 20   |
| 5º   | Rampla Juniors       | 18 | 6  | 6  | 6  | 34 | 32 | +2   | 18   |
| 6º   | Central              | 18 | 5  | 4  | 9  | 29 | 37 | -8   | 14   |
| 7º   | Racing               | 18 | 5  | 4  | 9  | 25 | 38 | -13  | 14   |
| 8º   | Bella Vista          | 18 | 4  | 5  | 9  | 29 | 36 | -7   | 13   |
| 9º   | Sud América          | 18 | 4  | 5  | 9  | 24 | 37 | -13  | 13   |
| 10º  | Defensor             | 18 | 4  | 2  | 12 | 30 | 54 | -24  | 10   |

|                                                   |
| Uruguay                                           |
| Campeón Uruguayo 1937 Peñarol 13.er título de AUF |

### Desempate
Racing, peor de la temporada de 1936, y Defensor, peor de la temporada de 1937, jugaron un único partido para definir que equipo jugaría la promoción contra Liverpool, campeón de la liga Intermedia de 1937.

#### Desempate por la permanencia
|  | Defensor | 4:1     | Racing |  |  |
|  |          | Reporte |        |  |  |

#### Desempate por el ascenso y descenso
|  | Liverpool | 4:1     | Racing |  |  |
|  |           | Reporte |        |  |  |

|  | Racing | 4:1     | Liverpool |  |  |
|  |        | Reporte |           |  |  |

|  | Liverpool | 1:0     | Racing |  |  |
|  |           | Reporte |        |  |  |

A pesar de haber perdido el partido por el ascenso y descenso, se le permitió al Racing permanecer en la Primera División.

### Equipos clasificados

#### Copa Aldao 1937
|   | Equipo  | Clasificación como                   |
| - | ------- | ------------------------------------ |
| 1 | Peñarol | Campeón del Campeonato Uruguayo 1937 |

### Fixture
| Bella Vista    | 1-0 | Peñarol              |
| Nacional       | 1-0 | River Plate          |
| Sud América    | 2-1 | Montevideo Wanderers |
| Rampla Juniors | 4-3 | Defensor             |
| Central        | 2-2 | Racing               |

| Montevideo Wanderers | 1-1 | Nacional    |
| Peñarol              | 1-0 | Sud América |
| Rampla Juniors       | 4-1 | Central     |
| River Plate          | 2-0 | Defensor    |
| Racing               | 1-0 | Bella Vista |

| Peñarol              | 1-0 | Rampla Juniors |
| Nacional             | 0-0 | Defensor       |
| Montevideo Wanderers | 2-0 | Racing         |
| Bella Vista          | 2-0 | River Plate    |
| Central              | 3-1 | Sud América    |

| Nacional    | 2-1 | Racing               |
| Peñarol     | 4-2 | Central              |
| Defensor    | 2-1 | Montevideo Wanderers |
| Sud América | 5-2 | Bella Vista          |
| River Plate | 1-1 | Rampla Juniors       |

| Peñarol        | 3-1 | Racing               |
| Nacional       | 1-0 | Central              |
| Rampla Juniors | 3-2 | Montevideo Wanderers |
| Defensor       | 3-3 | Bella Vista          |
| River Plate    | 2-1 | Sud América          |

| Nacional             | 4-1 | Rampla Juniors |
| Peñarol              | 3-1 | Defensor       |
| Montevideo Wanderers | 4-1 | Bella Vista    |
| Sud América          | 2-0 | Racing         |
| River Plate          | 2-1 | Central        |

| Montevideo Wanderers | 1-0 | Peñarol        |
| Sud América          | 2-2 | Nacional       |
| River Plate          | 2-2 | Racing         |
| Central              | 4-0 | Defensor       |
| Bella Vista          | 0-0 | Rampla Juniors |

| River Plate | 3-2 | Montevideo Wanderers |
| Defensor    | 2-1 | Racing               |
| Central     | 1-0 | Bella Vista          |
| Peñarol     | 2-2 | Nacional             |
| Sud América | 1-1 | Rampla Juniors       |

| Nacional             | 3-1 | Bella Vista    |
| Peñarol              | 5-2 | River Plate    |
| Racing               | 1-0 | Rampla Juniors |
| Montevideo Wanderers | 5-0 | Central        |
| Defensor             | 4-1 | Sud América    |

| Peñarol              | 4-1 | Bella Vista |
| Nacional             | 2-1 | River Plate |
| Montevideo Wanderers | 2-0 | Sud América |
| Rampla Juniors       | 5-1 | Defensor    |
| Central              | 0-0 | Racing      |

| Montevideo Wanderers | 1-1 | Nacional    |
| Peñarol              | 4-1 | Sud América |
| Rampla Juniors       | 2-2 | Central     |
| River Plate          | 6-1 | Defensor    |
| Racing               | 3-2 | Bella Vista |

| Rampla Juniors       | 1-0 | Peñarol     |
| Nacional             | 2-1 | Defensor    |
| Montevideo Wanderers | 4-1 | Racing      |
| River Plate          | 4-2 | Bella Vista |
| Sud América          | 3-2 | Central     |

| Nacional             | 2-1 | Racing         |
| Peñarol              | 2-1 | Central        |
| Montevideo Wanderers | 2-0 | Defensor       |
| Bella Vista          | 3-1 | Sud América    |
| River Plate          | 5-4 | Rampla Juniors |

| Peñarol        | 6-1 | Racing               |
| Nacional       | 4-1 | Central              |
| Rampla Juniors | 3-0 | Montevideo Wanderers |
| Bella Vista    | 6-1 | Defensor             |
| River Plate    | 1-1 | Sud América          |

| Nacional             | 5-1 | Rampla Juniors |
| Peñarol              | 5-1 | Defensor       |
| Montevideo Wanderers | 1-0 | Bella Vista    |
| Sud América          | 1-1 | Racing         |
| Central              | 4-2 | River Plate    |

| Peñarol     | 4-2 | Montevideo Wanderers |
| Nacional    | 2-0 | Sud América          |
| River Plate | 3-1 | Racing               |
| Central     | 2-1 | Defensor             |
| Bella Vista | 2-2 | Rampla Juniors       |

| River Plate | 0-0 | Montevideo Wanderers |
| Racing      | 5-3 | Defensor             |
| Central     | 2-2 | Bella Vista          |
| Peñarol     | 4-0 | Nacional             |
| Sud América | 0-0 | Rampla Juniors       |

| Nacional             | 1-1 | Bella Vista    |
| Peñarol              | 5-0 | River Plate    |
| Racing               | 3-2 | Rampla Juniors |
| Montevideo Wanderers | 2-1 | Central        |
| Defensor             | 6-2 | Sud América    |